# رقص چوب
رقص چوب یا چوب بازی (به سیستانی: چوبازی)، ازجملهٔ بازی‌ها و سنت‌های ایرانی است که پیشینه ای کهن دارد که به ایران باستان بازمی‌گردد. این آیین سنتی در شاهنامه فردوسی نیز ذکر شده‌است. در ایران دو نوع چوب بازی اصیل داریم یکی چوب بازی سیستانی که درنیمه جنوب شرقی ایران و منطقه سیستان رواج دارد و دیگری چوب بازی خراسانی که در شرق و شمال شرق ایران و بخش‌هایی از شمال ایران نیز رواج دارد و دیگری چوب بازی لری که بیشتر در نیمه جنوبی غربی کشور رواج دارد و در واقع این رقص اصیل از طریق روابط این سه قوم با دیگر قومیت‌ها به سایر اقوام و مناطق منتقل شده‌است.

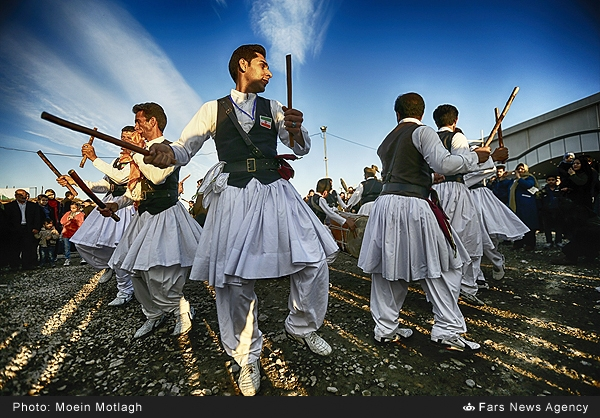
رقص‌چوب، توسط مردم سیستانی

چوب بازی یکی از اصیل‌ترین رقص‌های سیستان و خراسان به‌شمار می‌رود که از دیر باز برای تقویت روحیهٔ سپاهیان سکاها و پارت‌ها حفظ و نسل به نسل انتقال پیدا کرده‌است.

## نام

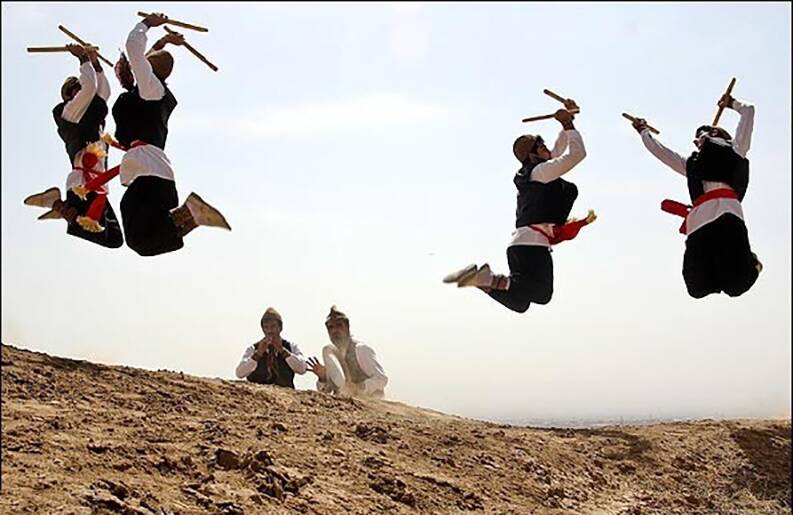
رقص چوب خراسان (سبزوار)

به گویش خراسانی و سیستانی به این رقص چو بازی گفته می‌شود و انواع و نام‌های مختلفی دارد همچون چو بازی تک نفره، چو بازی دو نفره، فارفاره و … که بیشتر در شهرهای تربت جام، تربت حیدریه،نیشابور، سبزوار،بیرجند، زابل و سرخس انجام می‌شود.

## ریشه‌شناسی چوب بازی
آنچه امروزه به عنوان چوب‌بازی شناخته می‌شود، ادامهٔ رقص شمشیر است که ایرانیان باستان برای استمرار آمادگی دفاعی مبارزان خود در زمان صلح با این رقص شمشیر به تقویت روحیه و آمادگی دفاعی نیروهای خود کمک می‌کردند. همچنین این رقص به رقص چاپی نیز شباهت‌هایی دارد.
رقص شمشیر که ابتدا با یک نوع رقص معنوی و چرخش سماعی آغاز می‌شود در اصل همان چرخش حول محور وجود است که در فلسفهٔ رقص‌های سماع آمده‌است. دستان رو به آسمان و چرخش‌های مرتب و منظم هریک دارای معانی خاص خود است.

## رقص شمشیر
رقص شمشیر یکی از اصیل‌ترین رقص‌های آریایی در سیستان و خراسان بزرگ که در شرق و شمال‌شرق می‌زیستند بود، که از دیرباز در این منطقه حفظ شده‌است. آنچه امروزه به عنوان چوب‌بازی شناخته می‌شود، ادامهٔ رقص شمشیر است که ایرانیان باستان به خصوص سپاهیان سیستان و خراسان و گذشته برای استمرار آمادگی دفاعی مبارزان خود در زمان صلح با این رقص شمشیر به تقویت روحیه و آمادگی دفاعی نیروهای خود کمک می‌کردند. رقص شمشیر که ابتدا با یک نوع رقص معنوی و چرخش سماعی آغاز می‌شود در اصل همان چرخش حول محور وجود است که در فلسفهٔ رقص‌های سماع آمده‌است. دستان رو به آسمان و چرخش‌های مرتب و منظم هریک دارای معانی خاص خود است.
رقص چوب استمرار رقص شمشیر است.

## انسان شناختی رقص شمشیر
در رقص محلی چوب و شمشیر با سمبولیسم رو به رو هستیم، یعنی رنگ لباس‌ها (سفید) به مثابه نیروی خیر، چوب و شمشیر (ابزار در جنگ) به مثابهٔ نیروی شر در مبارزه با بدی‌ها می‌باشد که این دو نیرو را در برابر یکدیگر قرار می‌دهند و به نظر می‌رسد یکی از باورهای جهان بینی زرتشتی خراسانیان است که در آن جهان را صحنه برخورد بین شر و خیر می‌بینند.
همچنین لباس‌های پرچین به هنگام نشستن و برخاستن و دور زدن در یک دایره نمایانگر پویایی و حرکت تمام نیروها در زندگی است.
کمربند موجود در لباس، آمادگی افراد را برای رزم نشان می‌دهد. به‌طور کلی نوعی زبان ایماء و اشاره در این رقص به کار گرفته می‌شود تا افراد از طریق ارتباط پیام‌های گوناگون صلح، شادی و غیره را با توجه به کارکردهای مختلف در طول زمان القا نمایند. به عبارت دیگر یکی از رقص‌های آیینی و حماسی است که از پیشینهٔ تاریخی برخوردار است، به این معنا که مناسک گرد هم آیی افراد را در سیستم کنش‌های اجتماعی می‌توان مشاهده نمود.

## تاریخچه رقص شمشیر
در شرق و شمال شرقی فلات ایران خارج از مرزبندی‌های سیاسی امروزی، سیستان و خراسان بزرگ یکی از مهدهای اصلی ایران در رقص‌های آیینی و باستانی آریاییان بوده و است.
سیستان سرزمینی اسطوره‌ای و تاریخی است.
رقص شمشیر در سیستان نیز رقص دیرپایی است که پیشینه آن به بیش از سه هزار سال می‌رسد که سینه به سینه به نسل‌ها بعد منتقل شده‌است.
پژوهشگرات رقص را دارای قدرت اجتماعی بسیار زیادی می‌دانند که می‌تواند شمار بسیاری از مردان و زنان و جوانان را در حرکت‌های منظم و بر اساس قواعدی ثابت، موزون و معینی متحد سازد.
به همین دلیل تأثیری اجتماعی دارد و می‌تواند بهترین شکل آمادگی برای مبارزه باشد. جز این رقص معنای جادویی-آیینی بسیار مهمی دارد.
آنچه امروزه به عنوان چوب بازی شناخته می‌شود، ادامهٔ رقص شمشیر است که از گذشته برای استمرار آمادگی دفاعی مبارزین خود در زمان صلح با این رقص شمشیر به تقویت روحیه و آمادگی دفاعی نیروهای خود کمک می‌کردند.
رقص آیینی شمشیر در سیستان جنبه کاملاً دفاعی دارد و داستان دو پهلوان رو در روی یکدیگر است که هر دو سپر به سپر شده و رزم پهلوانی شروع می‌شود تا یکی شکست بخورد و برای فرد پیروز سرنا یا همان ساز و موسیقی پیروزی می‌زنند.
بسیاری از نقش‌هایی که در سنگ‌ها و غارهای خراسان دیده می‌شود نشان از قدمت چندین هزار ساله این رقص باستانی در این منطقه دارد.